# Naturbahnrodel-Junioreneuropameisterschaft 2000
Die 25. FIL-Naturbahnrodel-Junioreneuropameisterschaft fand vom 4. bis 6. Februar 2000 auf der Naturrodelbahn Grantau in Umhausen in Österreich statt.

## Einsitzer Herren
| Platz | Name                  | Zeit        |
| ----- | --------------------- | ----------- |
| 01    | Elmar Leitner         | 4:06,39 min |
| 02    | David Mair            | + 1,21 s    |
| 03    | Andreas Castiglioni   | + 1,25 s    |
| 04    | Joachim Schöpf        | + 1,42 s    |
| 05    | Florian Breitenberger | + 2,25 s    |
| 06    | Christoph Wagner      | + 2,41 s    |
| 07    | Gerald Kammerlander   | + 2,61 s    |
| 08    | Wolfgang Schopf       | + 2,76 s    |
| 09    | Rudi Resch            | + 2,91 s    |
| 10    | Martin Hillebrand     | + 3,59 s    |

36 Rodler kamen in die Wertung.

## Einsitzer Damen
| Platz | Name                   | Zeit        |
| ----- | ---------------------- | ----------- |
| 01    | Renate Gietl           | 4:07,58 min |
| 02    | Jekaterina Lawrentjewa | + 1,11 s    |
| 03    | Erna Schweigl          | + 3,25 s    |
| 04    | Sandra Lanthaler       | + 3,67 s    |
| 05    | Marlies Wagner         | + 3,71 s    |
| 06    | Martina Ruetz          | + 6,53 s    |
| 07    | Sabine Grunser         | + 7,07 s    |
| 08    | Renate Kasslatter      | + 7,56 s    |
| 09    | Silvia Knauder         | + 7,81 s    |
| 10    | Sabine Kogler          | + 8,07 s    |

19 Rodlerinnen kamen in die Wertung.

## Doppelsitzer
| Platz | Name                                     | Zeit        |
| ----- | ---------------------------------------- | ----------- |
| 1     | Wolfgang Schopf – Andreas Schopf         | 2:50,03 min |
| 2     | Thomas Graf – Michael Graf               | + 01,91 s   |
| 3     | Joachim Schöpf – Andreas Schöpf          | + 02,72 s   |
| 4     | Robi Kalisnik – Borut Kralj              | + 04,63 s   |
| 5     | Christoph Knauder – Thomas Knauder       | + 05,86 s   |
| 6     | Florian Kogler – Peter Liebmann          | + 08,78 s   |
| 7     | Pjotr Popow – Michail Trufanow           | + 09,15 s   |
| 8     | Günther Innerbichler – Alex Innerbichler | + 10,36 s   |
| 9     | Alexander Sitow – Sergei Garipow         | + 11,33 s   |

Neun Doppelsitzer kamen in die Wertung.

## Medaillenspiegel
| Platz | Land       | Gold | Silber | Bronze | Gesamt |
| ----- | ---------- | ---- | ------ | ------ | ------ |
| 1.    | Österreich | 2    | —      | 1      | 3      |
| 2.    | Italien    | 1    | 2      | 2      | 5      |
| 3.    | Russland   | —    | 1      | —      | 1      |